# Ranulf van Angoulême
Ranulf van Angoulême (overleden op 27 juli 975) was van 962 tot aan zijn dood graaf van Angoulême en Périgord. Hij behoorde tot het huis Taillefer.

## Levensloop
Ranulf was de jongste zoon van graaf Bernard van Périgord en diens tweede echtgenote Gersinde.
In 962 stierven zijn oudere halfbroers Arnold I Barnabé en Willem III Tallerand, waarna Ranulf de graafschappen Angoulême en Périgord erfde.  
In 975 liet Arnold Manzer, de buitenechtelijke zoon van zijn neef Willem Taillefer, met de steun van hertog Willem IV van Aquitanië, zijn aanspraken op Angoulême gelden, ondanks zijn onwettige geboorte. Het conflict ontaardde in een oorlogsstrijd, waarbij Ranulf sneuvelde. Vervolgens werd de regering in Angoulême overgenomen door Arnold Manzer en de regering in Périgord door zijn neef Eli I.
Vermoedelijk bleef Ranulf ongehuwd en kinderloos.